# Tithby
Tithby – wieś w Anglii, w hrabstwie Nottinghamshire, w dystrykcie Rushcliffe. Leży 13 km na wschód od miasta Nottingham i 167 km na północ od Londynu.